# Йозеф Иречек
Йозеф Иречек (на чешки: Josef Jireček) е чешки юрист, филолог, политик и общественик.

## Биография
Роден е на 9 октомври 1825 г. във Високе Мито, Австрийска империя. Завършва гимназия в Литомишл. От 1844 г. учи история, а от 1849 г. право в Карловия университет в Прага. По време на следването си се занимава усилено с чужди езици и работи като частен учител. През 1848 г. участва в Славянския конгрес в Прага, а през 1850 г. публикува „Етнографски преглед на Кралство Бохемия“. След завършване на висшето си образование е секретар на министъра на културата и просвещението във Виена, а от 5 февруари до 26 октомври 1871 г. е министър на културата и просвещението на Австро-Унгария. Въвежда преподаването на полски език в Лвовския университет и основава Академията на науките в Краков. Създава няколко учебни института за чешки език в Моравия. През 1874 г. се установява в Прага, където се посвещава на литературна дейност. В периода 1875 – 1888 г. е председател на Кралското чешко общество на науките.
Негов брат е юристът Херменгилд Иречек, а син му е историкът Константин Иречек.
Умира на 25 ноември 1888 г. в Прага.